# Mark Fortune

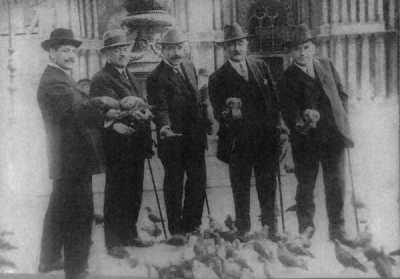
De izquierda a derecha: John Hugo Ross, un desconocido, McCaffry, Mark Fortune y Thomson Beattie dando de comer a las palomas en la plaza de San Marcos, Venecia, marzo de 1912.

Mark Fortune (2 de noviembre de 1847 - 15 de abril de 1912) fue un hombre de negocios canadiense, una de las víctimas del hundimiento del Titanic.

## Vida
Nacido el 2 de noviembre de 1847 en Carluke, condado de Wentworth, Ontario, hijo de un granjero, Mark Fortune fue un hombre hecho a sí mismo con una cuenta bancaria que coincidía con su apellido. Atraído por sueños adolescentes de medro, pasó varios años en San Francisco. En 1871 regresó a Canadá, donde se casó con Mary McDougal de Portage la Prairie y tuvieron seis hijos: Robert, Clara, Ethel Flora, Alice Elizabeth, Mabel y Charles Alexander. Vivían en Winnipeg, Manitoba.
Amasó su fortuna como inversor en bienes raíces, fue concejal de Winnipeg y administrador de la iglesia presbiteriana Knox. Sus contemporáneos lo recordaban como impetuoso y seguro de sí mismo, "probablemente el más experto emprendedor de Winnipeg. Su juicio era sólido, su discriminación aguda, su propósito de vida alto." En 1911 levantó una residencia familiar en estilo neo Tudor de 33 habitaciones, que todavía permanece en 393 Wellington Crescent.
En enero de 1912 los Fortune viajaron en tren hasta Nueva York para embarcar en el Franconia hasta Trieste, principal puerto del Imperio Austrohúngaro y popular punto de desembarco de turistas. Iban en compañía de varios amigos y conocidos de Winnipeg: Thomas McCaffry, Thomson Beattie y J.J. Borebank. Todos se dirigían a un Grand Tour, vacaciones largas por Europa y Egipto de moda entre los más acomodados a finales del siglo XIX e inicios del XX. El viaje era un regalo de Fortune a su familia; solo Robert y Clara, los hijos mayores, ya casados, declinaron la invitación.
Las vacaciones de los Fortune culminaron con una magnífica cena en un hotel de Londres para celebrar la Pascua, antes de dirigirse a Southampton para embarcar de regreso, cambiando sus billetes en el Mauretania y adquiriendo pasajes de primera clase en el publicitado Titanic, el trasatlántico más grande y lujoso hasta entonces botado. Se alojaron en los camarotes C-23, 25 y 27. En la gira habían conocido a William T. Sloper que, interesado en Alice, también cambió su billete en el Mauretania para estar cerca de ella.
Mark Fortune nunca viajó a ninguna parte sin su Winnipeg Buffalo Coat, un abrigo pesado y ya apolillado. Su esposa trató de disuadirle de empacar una prenda tan inútil en un viaje a Egipto, pero él lo consideraba su talismán y no hizo caso. La noche del hundimiento, subió a cubierta con él puesto y bromeó comentando que era útil para una noche fría. Los Fortune, como muchos, creían que el barco permanecería a flote todavía muchas horas, sin comprender la gravedad real de la situación. La esposa e hijas finalmente aceptaron a regañadientes subir a los botes salvavidas, subiendo al bote salvavidas 10, lleno en su mayor parte con pasajeros de tercera clase. Pensando que no tardarían en reunirse, entregaron su dinero al joven Charlie. Mark Fortune y su hijo menor Charles, de 19 años, murieron en el hundimiento y sus cuerpos no fueron recuperados.
Las campanas que aún tocan en la iglesia presbiteriana Knox en Winnipeg, fueron colocadas e instaladas en su memoria.